# 源実基
源 実基（みなもと の さねもと）は、平安時代中期の貴族・歌人。醍醐源氏高明流、権中納言・源経房の長男。官位は正四位下・美濃守。

## 経歴
三条朝末の長和4年（1015年）伯父の源俊賢の加冠により元服。
寛仁2年（1018年）正月に左近衛少将に任ぜられると、同年11月に春日祭使を務め、摺袴を与えられる。治安3年（1023年）従四位下・右近衛少将、万寿3年（1026年）右近衛中将、長元2年（1029年）左近衛中将と、後一条朝にて15年に亘って近衛次将を務めた。この間、長元5年（1032年）に内大臣・藤原教通の次男・通基、三男・信長が元服した際に、左近衛中将・藤原良頼と共に理髪を務めている。
長元6年（1033年）中将を辞して、尾張守として受領に転じる。後朱雀朝の長久元年（1040年）阿波守への任官を希望するが、藤原惟任が任ぜられて実基の希望は叶わなかった。
その後は長く散位にあったが、後冷泉朝の康平4年（1061年）ごろ美濃守を務め、位階は正四位下に至る。
歌人としても活躍し、『千載和歌集』に1首の和歌作品が残っている。

## 官歴
- 長和4年（1015年） 12月26日：元服[1]
- 時期不詳：従五位下[7]
- 寛仁2年（1018年） 正月27日?：左近衛少将[7]
- 時期不詳：正五位下
- 治安2年（1022年） 正月24日?：兼備後権介[7]。2月19日：見備後権介正五位下[8]
- 治安3年（1023年） 正月10日：還昇[9]。2月29日?：右近衛少将。7月28日：見従四位下[9]
- 万寿3年（1026年） 10月26日?：右近衛中将[7]
- 長元2年（1029年） 正月24日：左近衛中将[7]
- 長元6年（1033年） 正月29日：止中将?[7]
- 長元8年（1035年） 5月1日：見尾張守[10]
- 長元9年（1036年） 日付不詳：辞尾張守[11]
- 康平4年（1061年） 閏8月20日：見美濃守正四位下[12]

## 系譜
- 父：源経房
- 母：藤原懐平の娘
- 妻：不詳
  - 男子：源知綱
  - 男子：尋源
  - 女子：源俊房室 - 大納言源師頼らの母